# Bryce Dejean-Jones
Bryce Dejean-Jones (Los Angeles, 21 agosto 1992 – Dallas, 28 maggio 2016) è stato un cestista statunitense.

## Carriera
Nella sua unica stagione in NBA, conclusasi a febbraio a causa della rottura del polso destro, aveva segnato una media di 5,4 punti e 3,4 rimbalzi in 11 partite giocate su 14. Era arrivato a New Orleans in gennaio con un contratto di 10 giorni e la squadra aveva deciso di confermarlo con un contratto triennale. Poi a febbraio la frattura del polso destro lo aveva fermato.

## Morte
Il ventitreenne cestista statunitense fu freddato da un colpo di pistola all'addome nella serata di venerdì 28 maggio 2016, dopo aver sfondato la porta di un appartamento a Dallas. Pare avesse sbagliato appartamento, convinto fosse quello della madre di sua figlia, e spingendo il proprietario ad aprire il fuoco.